# Haidar Mahmoud
Haidar Mahmoud Majeed (19 settembre 1973) è un ex calciatore iracheno, di ruolo difensore.

## Carriera
Con la Nazionale irachena ha partecipato ai Coppa d'Asia 1996 e 2000.

## Statistiche

### Cronologia presenze e reti in Nazionale
| Cronologia completa delle presenze e delle reti in nazionale ― Iraq | Cronologia completa delle presenze e delle reti in nazionale ― Iraq | Cronologia completa delle presenze e delle reti in nazionale ― Iraq | Cronologia completa delle presenze e delle reti in nazionale ― Iraq | Cronologia completa delle presenze e delle reti in nazionale ― Iraq | Cronologia completa delle presenze e delle reti in nazionale ― Iraq | Cronologia completa delle presenze e delle reti in nazionale ― Iraq | Cronologia completa delle presenze e delle reti in nazionale ― Iraq |
| Data                                                                | Città                                                               | In casa                                                             | Risultato                                                           | Ospiti                                                              | Competizione                                                        | Reti                                                                | Note                                                                |
| ------------------------------------------------------------------- | ------------------------------------------------------------------- | ------------------------------------------------------------------- | ------------------------------------------------------------------- | ------------------------------------------------------------------- | ------------------------------------------------------------------- | ------------------------------------------------------------------- | ------------------------------------------------------------------- |
| 11-12-1996                                                          | Dubai                                                               | Iraq                                                                | 4 – 1                                                               | Thailandia                                                          | Coppa d'Asia 1996                                                   | 2                                                                   |                                                                     |
| 30-3-1997                                                           | Kochi                                                               | Iraq                                                                | 2 – 0                                                               | Cina                                                                | Amichevole                                                          | 1                                                                   |                                                                     |
| 31-8-1999                                                           | Amman                                                               | Giordania                                                           | 4 – 4                                                               | Iraq                                                                | Giochi panarabi                                                     | 1                                                                   |                                                                     |
| 12-10-2000                                                          | Sidone                                                              | Iraq                                                                | 2 – 0                                                               | Thailandia                                                          | Coppa d'Asia 2000                                                   | 1                                                                   |                                                                     |
| 25-4-2001                                                           | Almaty                                                              | Kazakistan                                                          | 1 – 1                                                               | Iraq                                                                | Qual. Mondiali 2002                                                 | 1                                                                   |                                                                     |
| 13-1-2002                                                           | Doha                                                                | Qatar                                                               | 1 – 3                                                               | Iraq                                                                | Amichevole                                                          | 1                                                                   |                                                                     |
| 7-9-2002                                                            | Damasco                                                             | Iraq                                                                | 3 – 2                                                               | Giordania                                                           | Campionato di calcio dell'Asia occidentale 2002                     | 1                                                                   |                                                                     |
| Totale                                                              |                                                                     | Presenze                                                            | 70                                                                  |                                                                     | Reti                                                                | 8                                                                   |                                                                     |